# La Roche-Morey
Pour les articles homonymes, voir La Roche.
La Roche-Morey est une commune française située dans le département de la Haute-Saône, la région culturelle et historique de Franche-Comté et la région administrative Bourgogne-Franche-Comté.

## Géographie
La Roche-Morey est située au pied d'une colline calcaire de l'Alanéen et du Bajocien, à 400 m d'altitude. Cette colline, nommée « La Roche », constitue le point le plus élevé de l'ouest du département de la Haute-Saône. De son sommet à 448 mètres, la vue s'étend de Langres (Haute-Marne), à l'ouest aux Vosges, au Jura et aux Alpes par temps clair ce qui constitue un des panoramas les plus étendus de France pour une si petite hauteur. Il n'existe pas en effet d'autres obstacles naturels dans les environs. de ce plateau  on distingue les montagnes de Savoie,le Mont Blanc "par temps clair",la Jungfrau.

### Climat
Pour des articles plus généraux, voir Climat de la Bourgogne-Franche-Comté et Climat de la Haute-Saône.
En 2010, le climat de la commune est de type climat des marges montargnardes, selon une étude du Centre national de la recherche scientifique s'appuyant sur une série de données couvrant la période 1971-2000. En 2020, Météo-France publie une typologie des climats de la France métropolitaine dans laquelle la commune est dans une zone de transition entre le climat océanique altéré et le climat océanique altéré et est dans la région climatique  Lorraine, plateau de Langres, Morvan, caractérisée par un hiver rude (1,5 °C), des vents modérés et des brouillards fréquents en automne et hiver. 
Pour la période 1971-2000, la température annuelle moyenne est de 9,9 °C, avec une amplitude thermique annuelle de 17,1 °C. Le cumul annuel moyen de précipitations est de 977 mm, avec 13 jours de précipitations en janvier et 9,4 jours en juillet. Pour la période 1991-2020, la température moyenne annuelle observée sur la station météorologique de Météo-France la plus proche, « La Quarte », sur la commune de La Quarte à 8 km à vol d'oiseau, est de 10,4 °C et le cumul annuel moyen de précipitations est de 1 026,0 mm. 
La température maximale relevée sur cette station est de 39 °C, atteinte le 25 juillet 2019 ; la température minimale est de −18 °C, atteinte le 20 décembre 2009,,. 
Les paramètres climatiques de la commune ont été estimés pour le milieu du siècle (2041-2070) selon différents scénarios d'émission de gaz à effet de serre à partir des nouvelles projections climatiques de référence DRIAS-2020. Ils sont consultables sur un site dédié publié par Météo-France en novembre 2022.

## Urbanisme

### Typologie
Au 1er janvier 2024, La Roche-Morey est catégorisée commune rurale à habitat très dispersé, selon la nouvelle grille communale de densité à sept niveaux définie par l'Insee en 2022.
Elle est située hors unité urbaine. Par ailleurs la commune fait partie de l'aire d'attraction de Vesoul, dont elle est une commune de la couronne,. Cette aire, qui regroupe 158 communes, est catégorisée dans les aires de 50 000 à moins de 200 000 habitants,.

### Occupation des sols
L'occupation des sols de la commune, telle qu'elle ressort de la base de données européenne d’occupation biophysique des sols Corine Land Cover (CLC), est marquée par l'importance des territoires agricoles (67,8 % en 2018), une proportion sensiblement équivalente à celle de 1990 (67,6 %). La répartition détaillée en 2018 est la suivante :
prairies (37,1 %), forêts (30,8 %), terres arables (30,6 %), zones urbanisées (1,4 %). L'évolution de l’occupation des sols de la commune et de ses infrastructures peut être observée sur les différentes représentations cartographiques du territoire : la carte de Cassini (XVIIIe siècle), la carte d'état-major (1820-1866) et les cartes ou photos aériennes de l'IGN pour la période actuelle (1950 à aujourd'hui).

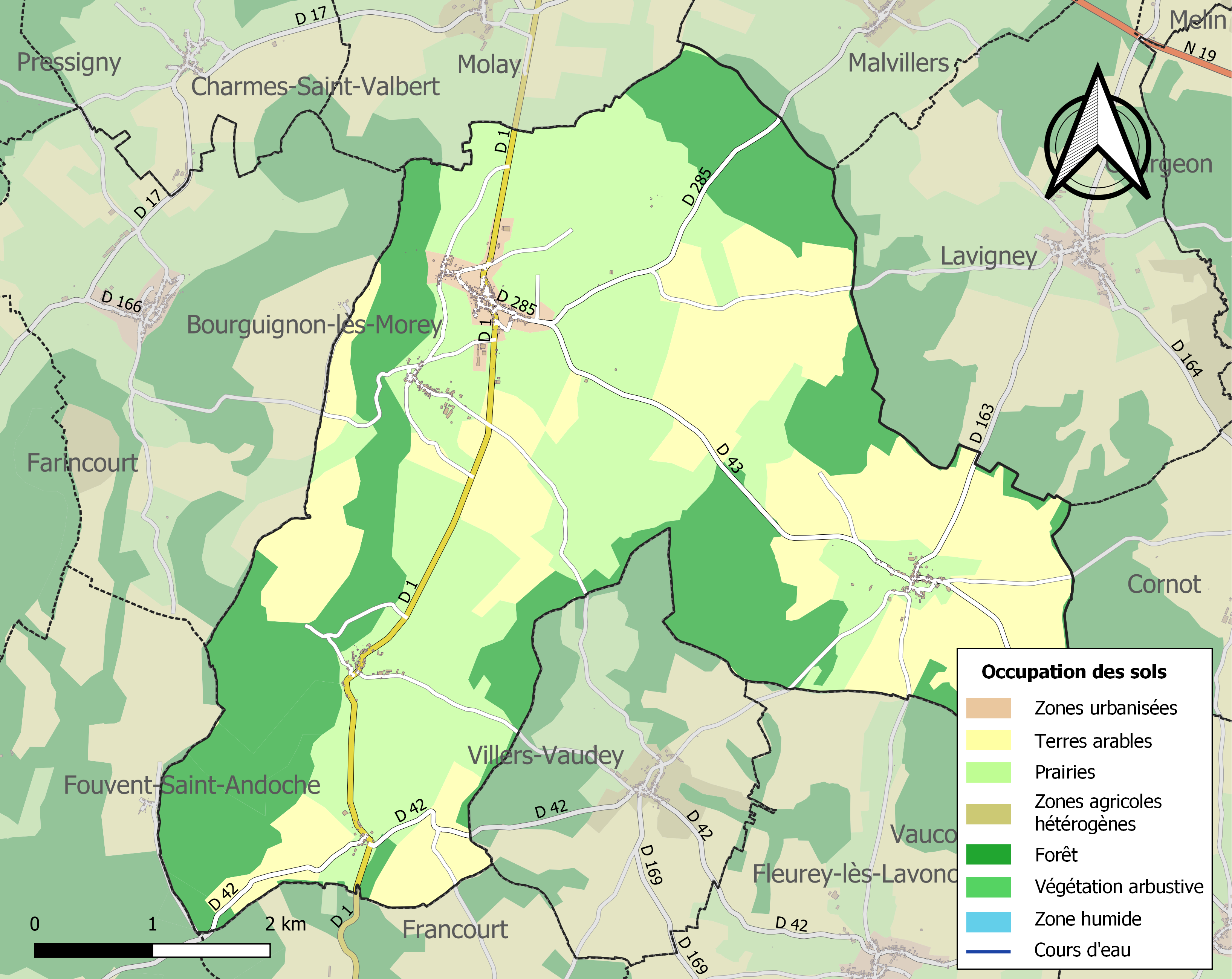
Carte des infrastructures et de l'occupation des sols de la commune en 2018 (CLC).

## Toponymie
1552: Morey-le-Vignoble, 1724: Morey-lez-Saint-Julien, 1785: Morey,Morey cote vineuse 1789 1972: La Roche-Morey

## Histoire
La Roche-Morey est un village de Haute-Saône où fut édifié le dernier monastère de l'ordre des Bénédictins de la région avant la Révolution. Par la suite, ce monastère fut racheté par des sœurs qui le transformèrent en pensionnat dit de « l'Immaculée Conception ». Ce dernier ferma ses portes en 1979 faute d'élèves. Les bâtiments furent repris en 1982 par 2 professeurs qui voulaient en faire un centre d'enseignement secondaire;ce fut un échec.Finalement les bâtiments et les terres avoisinantes furent vendus à un particulier .
Le 31 décembre 1972, les communes de Morey, Betoncourt-les-Ménétriers, Saint-Julien et Suaucourt-et-Pisseloup (cette dernière créée en 1810 par fusion de Suaucourt et de Pisseloup) fusionnent sous le nom de La Roche-Morey.

### Les temps anciens
Selon la Société d'agriculture, lettres, sciences et arts de la Haute-Saône, la roche aurait abrité un camp préhistorique, la situation permettant de contrôler toute la plaine et les plateaux avoisinants.
Par la suite les Romains construisirent une voie reliant Le Rhône au camp stratégique de Langres.
Des pièces de monnaie romaine ont été retrouvées dans les champs par des agriculteurs.
Ce sont vraisemblablement les Romains qui installèrent la vigne sur les coteaux exposés à l'est sur la même faille que celle de Bourgogne.
Mais du fait de la situation plus au nord, le vin de la Roche était de moindre qualité que celui de Bourgogne.
La commune devint possession des sires de Fouvent puis en 1215 passa sous le contrôle des comtes de Bar.
Par la suite, la région fut l'objet de nombreuses invasions et passages, les Suédois notamment saccagèrent et pillèrent la région.
Puis la terre passa sous la possession de l'abbaye de Cherlieu.
L'ensemble de la région ne faisait pas partie de la France mais du Saint Empire romain Germanique.
L'influence espagnole fut très forte sous le règne de Charles Quint.

### le mécénat de Lullier
Ce fut un mécène du nom de Claude François Lullier qui fut à l'origine de l'arrivée des moines.
Il venait d'une famille qui avait précisément ses origines à Morey et qui avait été anoblie par Charles Quint.
Après son doctorat en droit, il fit profession d'avocat.
Mais pourquoi l'ordre des Bénédictins plutôt qu'un autre ?
Cela tient au fait que Lullier épousa Claude Françoise de Santans qui avait des liens très forts avec les communautés de Bénédictins déjà installées dans la région.
De surcroît, les Bénédictins étaient en concurrence avec les Jésuites.
Or Claude François Lullier avait postulé une charge officielle au Parlement local et fut freiné par les Jésuites qui soutenaient Antoine Brun, l'un des leurs.
Ce dernier obtint finalement la charge et Lullier trouva vraisemblablement dans son projet de Monastère à Morey, un moyen de contrebalancer le pouvoir des Jésuites. (La consultation des archives de la Haute-Saône témoigne de la concurrence qui s'exerçait entre les différents ordres.)
C'est précisément le 2 novembre 1644, à Dole que Lullier décida d'implanter le Monastère Bénédictin, le Collège Saint Jérôme de Dole étant tenu par les bénédictins et dont le Supérieur, Dom Gérard Girardot était lui-même originaire de Morey.

### La règle de Saint Vanne
La particularité des bénédictins qui agissaient en Lorraine et en Franche Comté était de respecter la Règle de Saint Benoît à l'exception de la fidélité au lieu c’est-à-dire au monastère.
Cette variante de l'ordre s'appelait règle de Saint Vanne et c'est pour cette raison que les religieux y obéissant s'appelaient les vannistes.
Il en résultait une grande mobilité des moines, à l'inverse des autres bénédictins plutôt sédentaires.

### L'Immaculée Conception Notre Dame
C'est en son honneur que le Monastère devait être construit mais pour des raisons non connues sinon l'interprétation extensive des dernières lignes de son testament, celui-ci fut érigé également sous le nom de saint Servule.

### Les préliminaires juridiques
Lullier était juriste et s'entoura de précautions afin qu'aucune partie ne vint contester l'établissement du Monastère.
Entre-temps, il était devenu Président du Parlement local et sa fortune personnelle n'ayant pas d'héritiers directs bénéficia à l'établissement de l'édifice.
Les étapes des actes juridiques s'échelonnèrent ainsi :
- 22 avril 1657 : obtention de la signature de Dom Henry Mennesson, secrétaire du chapitre de la Congrégation Saint Vanne ;
- 11 mai 1657 : autorisation de la Cour du Parlement de Dole ;
- 14 mai 1657 : les administrateurs de l'Archevêché donnent leur consentement « pour l'établissement d'un couvent de pères Bénédictins au lieu de Morey.. ».
- Différents accords des propriétaires terriens ont été également signés.
- Une lettre de Dom Arsène Alvisenet, procureur général de l'Ordre de saint Benoît parachève la liste des autorisations.

## Politique et administration

### Rattachements administratifs et électoraux
La commune fait partie de l'arrondissement de Vesoul du département de la Haute-Saône, en région Bourgogne-Franche-Comté. Pour l'élection des députés, elle dépend de la première circonscription de la Haute-Saône.
La Roche-Morey faisait partie depuis 1801 du canton de Vitrey-sur-Mance. Dans le cadre du redécoupage cantonal de 2014 en France, la commune est désormais rattachée au canton de Jussey.

### Intercommunalité
La commune était membre fondateur de la petite communauté de communes des belles fontaines, intercommunalité créée en 1997 et qui regroupait environ 2 000 habitants en 2009.
L'article 35 de la loi no 2010-1563 du 16 décembre 2010 « de réforme des collectivités territoriales » prévoyait d'achever et de rationaliser le dispositif intercommunal en France, et notamment d'intégrer la quasi-totalité des communes françaises dans des EPCI à fiscalité propre, dont la population soit normalement supérieure à 5 000 habitants.
Dans ce cadre, le schéma départemental de coopération intercommunale a prévu la fusion cette intercommunalité avec d'autres, et l'intégration à la nouvelle structure de communes restées jusqu'alors isolées. Cette fusion, effective le 1er janvier 2013, a permis la création de la communauté de communes des Hauts du val de Saône, dont la commune est désormais membre.

### Liste des maires
| Période                                  | Période                 | Identité                          | Étiquette | Qualité |
| ---------------------------------------- | ----------------------- | --------------------------------- | --------- | --- |
| Les données manquantes sont à compléter. |                         |                                   |           | |
| 1801                                     | 1805                    | Jean Pierre Poulleau              |           | |
| 1805                                     | 1812                    | Michel Lièvre                     |           | Marchand |
| 1812                                     | 1816                    | Pierre Francois de Villers-Vaudey |           | Colonel de cavalerie |
| 1816                                     | 1830                    | Claude Francois Quévy             |           | Médecin |
| 1830                                     | 1834                    | Gabriel Coupot                    |           | |
| 1835                                     | 1846                    | Jean Baptiste Grossetete          |           | Proprietaire |
| 1846                                     | 1850                    | Pierre Alexis de Villers-Vaudey   |           | Proprietaire |
| 1850                                     | 1852                    | Sigismond Thiaut                  |           | Huissier |
| 1852                                     | 1857                    | Claude Perrignon                  |           | Propriétaire |
| 1857                                     | 1863                    | Pierre Alexis de Villers-Vaudey   |           | Propriétaire |
| 1863                                     | 1865                    | Anatole Hory                      |           | |
| 1865                                     | 1868                    | Eugène Hory                       |           | Proprietaire |
| 1868                                     | 1871                    | Denis-Nicolas Clerc               |           | Tonnelier |
| 1871                                     | 1877                    | Anatole Hory                      |           | |
| 1877                                     | 1882                    | Georges-Valbert Weck              |           | Négociant |
| 1882                                     | 1887                    | Jean-Claude-Hippolyte Senot       |           | Notaire |
| 1887                                     | 1892                    | Joseph-Alexandre Pernel           |           | |
| 1892                                     | 191?                    | Hippolyte Bidaut                  |           | Viticulteur |
| 1961 ?                                   | 2001                    | François Olivier                  |           | Vétérinaire |
| mars 2001                                | avril 2014              | Marcel Schummer                   |           | Président du syndicat scolaire de La Roche Morey (2001 → 2014) |
| avril 2014                               | juin 2014               | Didier Bazeaud                    |           | Agent de maîtrise Banque de France Maire délégué de Betoncourt-les-Ménétriers (? → 2014) Vice-président de la CC Hauts du Val de Saône (2013 → 2014) Décédé en fonction |
| septembre 2014                           | En cours (au 19/7/2016) | Thierry Tupinier                  |           | Surveillant pénitentiaire |

## Démographie
L'évolution du nombre d'habitants est connue à travers les recensements de la population effectués dans la commune depuis 1793. Pour les communes de moins de 10 000 habitants, une enquête de recensement portant sur toute la population est réalisée tous les cinq ans, les populations de référence des années intermédiaires étant quant à elles estimées par interpolation ou extrapolation. Pour la commune, le premier recensement exhaustif entrant dans le cadre du nouveau dispositif a été réalisé en 2005.

En 2022, la commune comptait 297 habitants, en évolution de +8,39 % par rapport à 2016 (Haute-Saône : −1,4 %, France hors Mayotte : +2,11 %).
| 1793 | 1800 | 1806 | 1821 | 1831 | 1836 | 1841 | 1846 | 1851 |
| ---- | ---- | ---- | ---- | ---- | ---- | ---- | ---- | ---- |
| 700  | 700  | 767  | 803  | 787  | 757  | 751  | 757  | 771  |

| 1856 | 1861 | 1866 | 1872 | 1876 | 1881 | 1886 | 1891 | 1896 |
| ---- | ---- | ---- | ---- | ---- | ---- | ---- | ---- | ---- |
| 711  | 731  | 730  | 749  | 743  | 708  | 685  | 592  | 543  |

| 1901 | 1906 | 1911 | 1921 | 1926 | 1931 | 1936 | 1946 | 1954 |
| ---- | ---- | ---- | ---- | ---- | ---- | ---- | ---- | ---- |
| 505  | 504  | 474  | 449  | 98   | 351  | 418  | 370  | 281  |

| 1962 | 1968 | 1975 | 1982 | 1990 | 1999 | 2005 | 2006 | 2010 |
| ---- | ---- | ---- | ---- | ---- | ---- | ---- | ---- | ---- |
| 272  | 258  | 383  | 315  | 297  | 330  | 296  | 294  | 267  |

| 2015 | 2020 | 2022 | - | - | - | - | - | - |
| ---- | ---- | ---- | - | - | - | - | - | - |
| 272  | 287  | 297  | - | - | - | - | - | - |

## Culture locale et patrimoine

### Lieux et monuments
- Prieuré de La Roche-Morey

### Personnalités liées à la commune

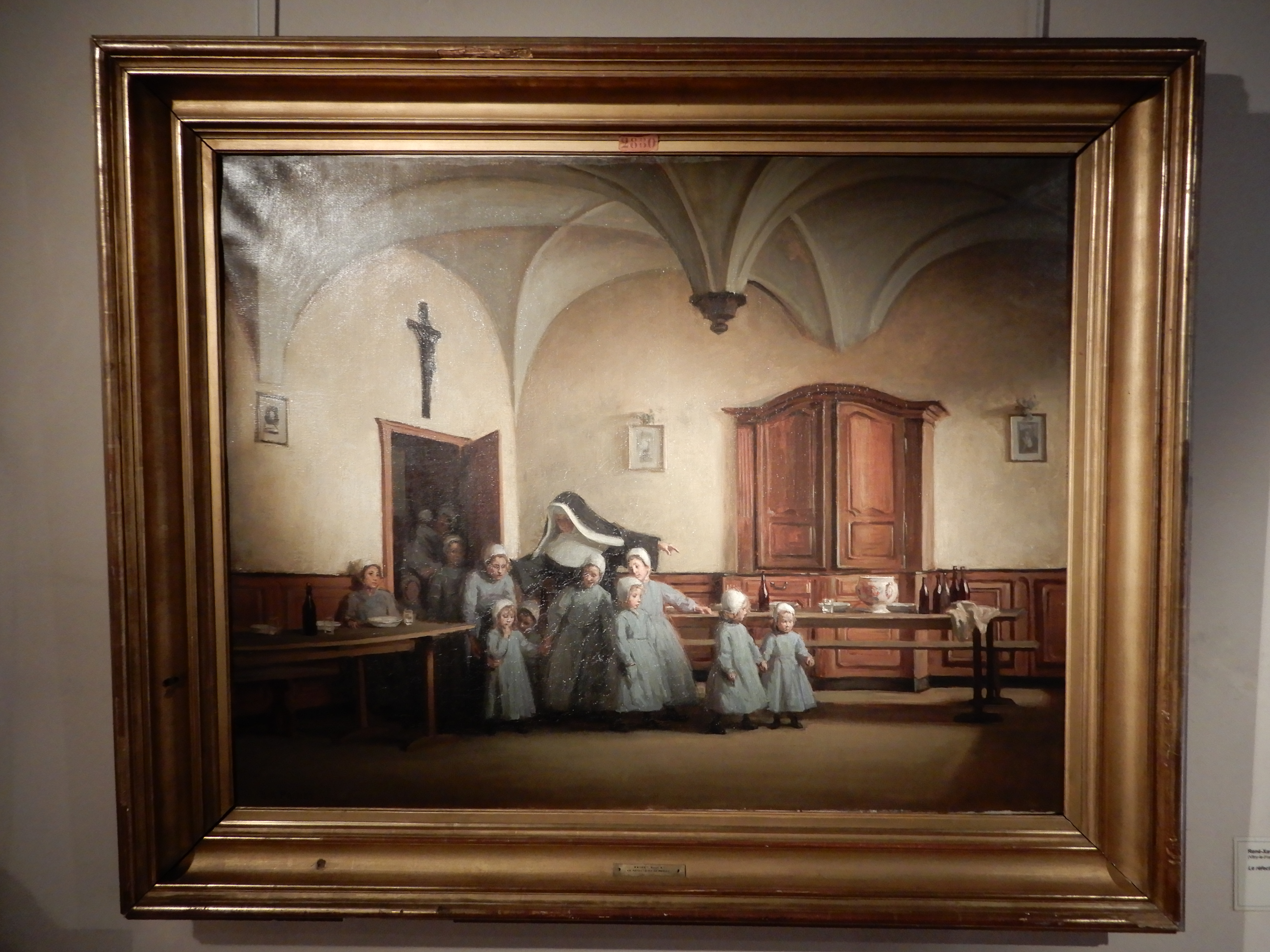

- François Richardot (1509-1574); Évêque d'Arras et Grand-prieur de Luxeuil
- René Xavier Prinet, peintre du tableau "le réfectoire de Morey" - Musée municipal de Vesoul (Haute-Saône)

### Héraldique
| Blason de La Roche-Morey | Blason  | Écartelé : au 1er mi-parti de gueules à trois quintefeuilles d’or, et de gueules à cinq burelles d’or, au croissant d’azur brochant sur les deux premières ; au 2d d’or à l’aigle de sable accostée en pointe de deux roses de gueules, au 3e d’or à un cep de vigne de sable, fruité de deux grappes de gueules sur un mont à trois coupeaux mouvant de la pointe et s'abaissant vers senestre, aussi de sable, au 4e parti d'un mi-parti de gueules à cinq burelles d’or, au croissant d’azur brochant sur les deux premières, et d'un mi-parti de gueules à trois quintefeuilles d’or. Ornements extérieursDeux palmes de sinople liées sous la pointe de l'écu. Couronne murale de quatre tours en timbre. DeviseUnis par la roche |
| Blason de La Roche-Morey | Détails | Armoiries composées par M. Nicolas VERNOT en 1995, adoptées par la municipalité le 3 octobre 2008. Celle-ci, cependant, emploie par souci de simplification un écu composé du seul 1er quartier dans ses publications. |